# 11 Past the Hour
11 Past the Hour es el sexto álbum de estudio de la cantante irlandesa Imelda May. El álbum fue publicado el 16 de abril de 2021 a través de Decca Records. «Just One Kiss» fue publicado como el primer y único sencillo del álbum el 29 de enero de 2021.

## Lista de canciones
| Lista de canciones de 11 Past the Hour |                                                                      |          |  |
| N.º                                    | Título                                                               | Duración |  |
| 1.                                     | «11 Past the Hour»                                                   | 3:59     |  |
| 2.                                     | «Breathe»                                                            | 3:24     |  |
| 3.                                     | «Made to Love» (con Ronnie Wood, Gina Martin y Shola Mos-Shogbamimu) | 3:25     |  |
| 4.                                     | «Different Kinds of Love»                                            | 3:01     |  |
| 5.                                     | «Diamonds»                                                           | 2:59     |  |
| 6.                                     | «Don't Let Me Stand on My Own» (con Niall McNamee)                   | 3:37     |  |
| 7.                                     | «What We Did in the Dark» (con Miles Kane)                           | 3:33     |  |
| 8.                                     | «Can't Say»                                                          | 3:47     |  |
| 9.                                     | «Just One Kiss» (con Noel Gallagher y Ronnie Wood)                   | 3:22     |  |
| 10.                                    | «Solace»                                                             | 3:35     |  |
| 11.                                    | «Never Look Back»                                                    | 3:27     |  |

## Posicionamiento
| Gráficas (2021)               | Pico de posición |
| ----------------------------- | ---------------- |
| Bélgica (Valonia) (Ultratop)  | 174              |
| Alemania (GfK Entertainment)  | 89               |
| Irlanda (OCC)                 | 1                |
| Escocia (OCC)                 | 3                |
| Suiza (Schweizer Hitparade)   | 37               |
| Reino Unido (UK Albums Chart) | 6                |